# Ditte Maria Norup
Ditte Maria Norup (født 2. juni 1972 i Gentofte) er en tidligere dansk børneskuespiller.
Hun spillede rollen som Varnæs-familiens efternøler Helle i flere afsnit af tv-serien Matador. Efter Matador har hun medvirket i en reklamefilm. Hun har siden 2000 været beskæftiget i mediebranchen først som medieassistent og fra 2010 som reklameassistent på Politiken.
Ditte Maria Norup er niece til skuespillerinden Lise-Lotte Norup.

## Filmografi
Matador (1978-1981) afsnit 19-22 og 24

## Ekstern henvisning
- Ditte Maria Norup på Internet Movie Database (engelsk)
- Ditte Maria Norup på Filmdatabasen
- Ditte Maria Norup på danskefilm.dk
- Ditte Maria Norup på danskfilmogtv.dk